# Gruppo di ricognizione, sabotaggio e assalto "Rusič"
Il Gruppo di ricognizione, sabotaggio e assalto "Rusič" (in russo Диверсионно-штурмовая разведывательная группа "Русич"?, noto anche con la sigla: DŠRG Rusič) è un'unità mercenaria russa, di ispirazione neo-nazista  inizialmente aggregata al Battaglione Batman, passato poi alla compagnia militare privata nota come Gruppo Wagner, alla dissoluzione del primo.

## Storia
Il gruppo è stato fondato nel 2014 da due neonazisti russi, Aleksej Mil'čakov e Jan Petrovskij. Secondo Mil'čakov, il ''Rusič'' è composto da nazionalisti rodnoveriani provenienti dalla Russia e da tutta Europa. Il gruppo si è rivelato essere gestito dall'unità speciale russa ''GROM'' facente parte dell'FSKN. "GROM", secondo i trattati internazionali della Federazione Russa nell'ambito dei BRICS, può essere utilizzato in operazioni militari al di fuori della Russia per proteggere la patria da una minaccia militare esterna come il terrorismo, l'estremismo o il separatismo. Secondo Mil'čakov a fine 2020 il gruppo era formato da "diverse decine di membri, ma molte persone chiedono di entrare e dobbiamo scartarle".

### Operazioni militari
Nel 2014 l'unità prese parte alla guerra del Donbass aggregata al battaglione Batman, all'interno dell'Esercito del Sud-est della Repubblica Popolare di Lugansk. L'azione più nota del gruppo è stata l'imboscata ai danni del battaglione ucraino "Aidar" vicino a Metalist e Tsvitni Pisky nella regione di Luhans'k il 5 settembre 2014, nel giorno in cui sarebbe dovuta entrare in vigore una tregua. L'attacco ha avuto risonanza internazionale, non solo per il numero di morti che arriverà a 40, ma anche perché i due leader di Rusič si sono fotografati con i corpi carbonizzati dei soldati ucraini e sono trapelate immagini di mutilazioni sui cadaveri. Nel 2014 il gruppo prenderà parte anche alla battaglia per l'aeroporto di Luhans'k. Nel 2016 Mil'čakov riceve dall'allora primo ministro della Repubblica di Crimea, Sergej Aksënov, un premio in qualità di membro dell'Unione dei volontari del Donbas.
Nel 2015 l'unità opera in Siria, in seno al Gruppo Wagner. Nel 2017 il gruppo pubblica sul suo profilo Instagram (ora inaccessibile) la foto di alcuni militanti nella provincia siriana di Homs.
Nell'aprile 2022, il gruppo prende parte alla invasione russa dell'Ucraina. Nel settembre 2022 gli Stati Uniti inseriscono Mil'čakov e Petrovskij nella lista delle sanzioni per la loro ''brutalità'' durante la battaglia di Charkiv.

## Ideologia e simbolismo
Il DŠRG Rusič fa ampio uso di simboli legati al mondo del neopaganesimo e alla fede nativa slava (come ad esempio il kolovrat e alcuni simboli runici esoterici in uso anche dalle Schutzstaffel).
Il gruppo è ritenuto anche vicino all'ideologia neonazista.
Nel 2020 Mil'čakov dichiara: "Non dirò che sono un nazionalista, un patriota, un imperialista e così via. Lo dico apertamente: sono un nazista".